# Цуранов, Михаил Николаевич
Михаи́л Никола́евич Цура́нов (10 июля 1904 года, Тростань — 14 января 1972 года, Москва) — советский государственный деятель, заведующий финансово-хозяйственным отделом Президиума Верховного Совета СССР, поэт.

## Биография
Родился в 1904 году в деревне Тростань Новозыбковского уезда Черниговской губернии (ныне в Новозыбковском городском округе) в семье кузнеца. В 1917 году устроился работать на спичечную фабрику, в конце 1918 года ушел добровольцем в Красную Армию. После демобилизации в 1921 году работал электромонтером на спичечной фабрике «Волна революции» (бывшая фабрика Торгового дома «М. М. Волков и Сыновья») в Новозыбкове, в 1929 году стал заместителем директора этого предприятия. В 1926 году вступил в ВКП(б).
В 1930 году был направлен на создание Западного научно-исследовательского института строительных материалов в Смоленске и стал его первым директором. Позднее обучался во Всесоюзной промышленной академии им. И. В. Сталина в Москве.
В 1940 году назначен управляющим трестом «Гидроэнергпроект», был начальником отдела Государственного всесоюзного треста по изысканиям и проектированию гидроэлектростанций и гидроэнергоузлов («Главгидроэнергстрой»), работал в Государственной штатной комиссии при Совете Министров СССР.
С 1943 года в аппарате Центрального Комитета КПСС. За участие в восстановлении водоснабжения Донбасса награждён орденом Трудового Красного Знамени.
Впоследствии возглавлял финансово-хозяйственный отдел Президиума Верховного Совета СССР, участвовал в создании дома отдыха «Айвазовское» в поселке Партенит и других инфраструктурных объектов.
Умер 14 января 1972 года в Москве, похоронен на Новодевичьем кладбище.

## Литературная деятельность
Автор сборника стихов «Карна» (1970, иллюстрации Н. И. Калиты, предисловие Расула Гамзатова), а также текстов песен «Быть солдату начеку» и «Будённовский шлем» на музыку А. Г. Флярковского и «В завидное время, друзья, мы живём» на музыку А. И. Хачатуряна.

## Награды
- Орден Октябрьской Революции
- Орден Трудового Красного Знамени
- Орден Красной Звезды
- Орден «Знак Почёта»
- Медаль «За боевые заслуги»